# Breitungen/Werra
Breitungen/Werra è un comune di 4 636 abitanti della Turingia, in Germania.
Appartiene al circondario (Landkreis) di Smalcalda-Meiningen (targa SM).
Svolge il ruolo di "comune amministratore" (Erfüllende Gemeinde) nei confronti dei comuni di Fambach, Rosa e Roßdorf.

## Amministrazione

### Gemellaggi
- Cisek
- Petersberg
- Sabinanigo
- Billère